# Андреа Пізано
Андреа Пізано (1290, Понтедера— 1348, Орв'єто) — італійський архітектор та скульптор, представник флорентійської школи.

## Життєпис
Походив із заможної родини. Народився у 1290 році у м.Понтедера поблизу Пізи. Звідси його друге ім'я Андреа да Понтедера. Його батько Уголіно ді Ніно був нотаріусом. Андреа з дитинства цікавився мистецтвом. Спочатку займався ювелірною справою. Згодом став учнем скульптора Міно ді Джованні. Виконував разом з ним роботи для церкви Санта Марія ді Спіна у Пізі.
У 1325—1330 роках працював вже самостійно в Орв'єто, де створював оздоблення фасаду місцевого собору. 

### В Флоренції
У 1330 році переїхав до Флоренції. Того ж року отримав замовлення для виготовлення бронзових дверей для Баптистерію. Тут він вперше для оздоблення застосував форму складного чотирилистника. Після цього Андреа Пізано запрошує Джотто для прикрашення фасаду собору Санта-Марія дель Фьйоре. Після смерті останнього у 1337 році Пізано у 1340 році очолив роботи, став головним майстром собору. Побудував будинки для кліру, завершив зведення кампаніли, початої Джотто, виконав низку мармурових рельєфів у нижньому ярусі собору за малюнками Джотто. Водночас виконав декілька мармурових скульптур для Баптистерію. Також організував велику майстерню, що дало початок флорентійській школі скульптури. За свої досягнення отримав флорентійське громадянство.

### В Пізі
У 1343 році Андреа Пізано переїхав до Пізи. Тут виконав низку скульптурних робіт на релігійні теми для впливових та заможних містян. Також займався оздобленням Пізанського собору та  церкви Санта Марії ді Спіни.
У 1347 році на запрошення місцевої громади поселився в Орв'єто, де очолює роботи по завершенню будівництва великого собору в Орв'єто, що розпочав Лоренцо Маїтані. Помер у 1348 році під час пандемії чуми «Чорна смерть».

## Родина
Про дружину нічого невідомо. Мав двох синів — Ніно та Томазо, які стали учнями Пізано та продовжили його справу.